# Washakie
Washakie o Pinaquana (1804-1900) fou un cabdill dels xoixons de Wind River. Era fill d'un bitterroot salish i una xoixoni, i assolí fama de reputat guerrer entre el seu poble, de manera que l'escolliren cabdill. Fou amic dels blancs, entre ells de Kit Carson, Jim Bridger (qui fou el seu gendre), i John Fremont el 1840 s'enfrontà als blackfoot i el 1869 amb els dakota. El 1878, en recompensa, va obtenir la reserva de Wind River (Wyoming).